# Wyatt Earp (filme)
Wyatt Earp é um filme estadunidense semibiográfico de 1994 do gênero western, dirigido por Lawrence Kasdan e com trilha sonora assinada por James Newton Howard.
Uma das muitas versões da biografia do lendário xerife Wyatt Earp, protagonista do famoso duelo no OK Corral, em Tombstone (Arizona), contra os irmãos Clanton.

## Sinopse
A história começa mostrando o adolescente Wyatt Earp vivendo com sua família em uma fazenda no Missouri. Seus irmãos mais velhos Virgil e James estão servindo no exército da União, lutando na Guerra Civil. Wyatt mente a idade para se juntar aos seus irmãos, mas o pai o força a retornar. Quando a Guerra acaba, os irmãos se reencontram e a família se muda para o Oeste. Durante a viagem. Wyatt vê um homem ser morto em um tiroteio. Passa mal e vomita.
Anos depois, Wyatt está trabalhando como condutor de diligência. Retorna ao Missouri e se casa com uma amiga de infância, Urilla Sutherland. Wyatt começa a trabalhar como xerife, até que a sua mulher grávida, morre de Tifo. Em depressão, ele queima seu lar e passa um tempo como bêbado. Rouba um cavalo e é preso. Seu pai consegue livrá-lo da forca ao se compremeter a nunca mais voltar ao Arkansas.
Wyatt começa a trabalhar como caçador de búfalos, onde encontra os irmãos Ed e Bat Masterson e se tornam amigos. Anos depois, eles entram para a força policial em Wichita, Kansas, angariando reputação de bons homens da lei. Wyatt vai para Dodge City, ganhando um salário extra por cada prisão que efetuar. Nesta cidade Wyatt mata o primeiro homem, num tiroteio testemunhado por Josie Marcus, uma atriz de teatro. Wyatt se envolve com a prostituta Mattie Blaylock. Os Mastersons começam a ajudá-lo no trabalho policial, até que Wyatt se desentende com Ed Masterson. Ed toma o lugar de Wyatt, enquanto este vai para a Ferrovia trabalhadar como caçador de foras-da-lei.
Ao perseguir o fora-da-lei Dave Rudabaugh, Wyatt se encontra com o pistoleiro e jogador Doc Holliday, em Fort Griffin (Texas). Ambos começam uma grande amizade. Pouco depois, Wyatt recebe a notícia do assassinato de Ed Masterson e retorna para Dodge City. Mais tarde Wyatt se muda com sua família para Tombstone, Arizona. Nesta cidade Wyatt se envolve com  Josie Marcus, que era namorada do xerife Behan, o que causa rumores na cidade.
Wyatt e seus irmãos Morgan e Virgil começam a enfrentar os cowboys. Virgil se torna o delegado da cidade logo após o assassinato do xerife Fred White. O conflito com os bandoleiros tem seu auge no tiroteio de Curral OK.

## Elenco principal
Kevin Costner...Wyatt Earp
Dennis Quaid...Doc Holliday
Gene Hackman...Nicholas Earp
David Andrews...James Earp
Linden Ashby...Morgan Earp
Jeff Fahey...Ike Clanton
Joanna Going...Josie Marcus
Mark Harmon...Johnny Behan
Michael Madsen...Virgil Earp
Catherine O'Hara...Allie Earp
Bill Pullman...Ed Masterson
Isabella Rossellini...Big Nose Kate
Tom Sizemore...Bat Masterson
JoBeth Williams...Bessie Earp
Mare Winningham...Mattie Blaylock
James Gammon...Sr. Sutherland
Karen Grassle...Sra. Sutherland
Rex Linn...Frank McLaury
Randle Mell..John Clum
Adam Baldwin...Tom McLaury
Annabeth Gish...Urilla Sutherland
Lewis Smith...Curly Bill Brocius
Ian Bohen
Betty Buckley...Virginia Earp
Alison Elliott...Lou Earp
Todd Allen
Mackenzie Astin
James Caviezel...Warren Earp
John Dennis Johnston
Téa Leoni...Sally

## Produção
Kevin Costner foi inicialmente envolvido com o filme Tombstone, outra produção sobre Wyatt Earp escrito por Kevin Jarre. No entanto, Costner discordou sobre o foco de Jarre do filme (ele acreditava que a ênfase deveria ter sido em Wyatt Earp ao invés de muitos personagens), e deixou o projeto. Acabou se unindo com Kasdan para produzir seu próprio filme sobre Wyatt Earp. Costner, em seguida, usou sua então considerável influência para convencer a maioria dos grandes estúdios de cinema a se recusarem a distribuir o filme concorrente, que afetou o lançamento do concorrente .
Wyatt Earp, lançado seis meses após Tombstone, foi o menos bem sucedido dos dois filmes, levando-se em conta os US$ 25 milhões de um orçamento de US$ 63 milhões, em comparação com Tombstone US$ 56 milhões de dólares interno bruto em um orçamento de US$ 25 milhões.

## Recepção
Rotten Tomatoes dá ao filme uma pontuação de 42%, com base em comentários de 26 críticos.
O filme estreou em 4 º lugar nas bilheterias e não foi um sucesso comercial, apesar de ter sido nomeado para um Oscar de melhor fotografia em 1995 e os roteiristas Dan Gordon e Lawrence Kasdan recebeu o Prêmio Spur dos escritores ocidentais da América para Melhor Script Drama. Embora o filme recebeu misturado a comentários negativos, críticos e público elogiado retrato de Doc Holliday de Dennis Quaid. Wyatt Earp também foi indicado para cinco prêmios Framboesa de Ouro, incluindo Pior Filme, Pior Diretor e Pior casal na tela (Costner e "qualquer uma de suas três esposas "), ganhando dois para Pior Remake ou Sequência e Pior Ator (Kevin Costner).